# Myrmele peckhami
Espèce
Synonymes
- Salticus gracilis Peckham & Peckham, 1892 nec Hahn, 1832
- Myrmarachne peckhami Roewer, 1951

Myrmele peckhami est une espèce d'araignées aranéomorphes de la famille des Salticidae.

## Distribution
Cette espèce est endémique de Madagascar.

## Description
Le mâle décrit par Wanless en 1978 mesure 4,24 mm et les femelles de 4,6 à 6,0 mm. Cette araignée est myrmécomorphe.

## Publications originales
- Roewer, 1951 : Neue Namen einiger Araneen-Arten. Abhandlungen des Naturwissenschaftlichen Vereins zu Bremen, vol. 32, p. 437-456.
- Peckham & Peckham, 1892 : Ant-like spiders of the family Attidae. Occasional Papers of the Natural History Society of Wisconsin, vol. 2, no 1, p. 1-84 (texte intégral).